# Eterosporia
L'eterosporia è un processo in cui avviene la differenziazione di due diversi tipi di meiospore: microspore e macrospore. Dalle microspore prenderanno origine individui aploidi detti gametofiti che produrranno gameti maschili, dalle macrospore si origineranno individui aploidi sui quali si formeranno invece i gameti femminili.
L'eterosporia in chiave evolutiva è molto importante perché lascia presupporre una notevole specializzazione che ha termine con la formazione dell'ovulo delle piante superiori.
Di notevole importanza è il fatto che nelle piante eterosporee (vedi Selaginella e Isoetes) il gametofito non si svilupperà più solamente all'esterno della spora come nelle piante isosporee, ma il gametofito si forma all'interno della spora: il gametofito maschile derivante dalla germinazione della microspora si origina totalmente all'interno della parete della microspora liberando come prodotto finale i gameti.
Il gametofito femminile inizia a svilupparsi all'interno della macrospora per poi rompere in parte la parete formando successivamente gli archegoni che in questo modo si troveranno ad essere in una posizione ideale per la fecondazione.
Le piante terrestri più primitive (le Briofite e alcune Pterofite) sono isosporee, mentre l'eterosporia compare a partire da alcune Pterofite e si afferma nelle piante terrestri più evolute, le Spermatofite (Angiosperme e Gimnosperme). In queste ultime le spore sono sempre morfologicamente e fisiologicamente diverse e germinano in gametofiti maschili (microspore) o femminili (macrospore), e possono essere prodotte da una stessa pianta (piante monoiche) o su piante diverse (dioiche) della stessa specie. I gameti maschili o femminili vengono invece prodotti sempre da gametofiti diversi (eterotallia) nelle specie eterosporee.